# Struthio camelus australis
Lo struzzo sudafricano (Struthio camelus australis Gurney Sr, JH, 1868), anche noto come struzzo dal collo nero, struzzo del Capo o struzzo australe, è una sottospecie dello struzzo comune (Struthio camelus) endemico dell'Africa australe. Questa sottospecie è ampiamente allevata per la carne, uova e piume.

## Distribuzione e habitat
Questa sottospecie è diffusa nell'Africa meridionale, in Sudafrica, Namibia, Zambia, Zimbabwe, Angola e Botswana. Vive anche a sud dei fiumi Zambesi e Cunene.

## Allevamento
Questa sottospecie è ampiamente allevata per le sue uova, carne, pelle e per le piume, soprattutto nella zona di Little Karoo, nella Provincia del Capo.